# Olibrus aenescens
Olibrus aenescens is een keversoort uit de familie glanzende bloemkevers (Phalacridae). De wetenschappelijke naam van de soort werd in 1852 gepubliceerd door Küster.